# 強制執行
強制執行（英語：Distraint）是民事诉讼中一種法律救济制度，即為了徹底實踐法院的裁判結果，债权人得向法院聲請，由国家公权力施以強制力迫使債務人清償债务。強制執行是國家獨占的權力，目的在於保護人民在私法上的权利，並以此建立起國家的司法威信。執行的程序包括查封財產、分配、拍賣等等；同時為了確保過程順利，執行機關通常被允許必要時實施拘留、管收或移轉占有等方法排除阻礙。
然而，並非所有的民事紛爭最後都能夠透過強制執行貫徹結果，特別是出於人性尊嚴的考量，在像是伴侶同居義務履行等案件，即使拿到勝訴判決法院也無法代為執行。此類型的案件多屬家事案件；至於財產法類型的案件，則多半均能執行。

## 執行機關
負責強制執行的機關通常是法院的民事執行處，一般在執行案件的文書中稱作「執行法院」。與普通的民事訴訟案件不同，強制執行案件一般由司法事務官負責指揮或審理，而不是由一般職司訴訟的法官處理。而司法事務官之下，則另有執行書記官、執達員等負責文書送達及查封、履勘等工作。

## 發動

### 聲請執行
強制執行程序的開啟是由债权人主動向法院提起，這是由於民事訴訟一般採取的是處分權主義，也就是法院只會根據当事人的請求而有相應作為，不會主動介入人民之間的紛爭。

### 執行名義
債權人據以向法院聲請強制執行的憑據稱為「執行名義」，主要包括以下幾種：
- 確定判決[註 1]
- 本票裁定
- 財產扣押或暫時處分裁定
- 公證書[註 2]
- 針對外國法院裁判的許可執行裁定[註 3]

## 類型

### 財產執行

#### 財產開示
法院在裁定准許強制執行後，會命债权人查報債務人的財產狀況，以確認債務人名下可執行的財產範圍。如果債務人名下無任何可以執行的財產，法院則會給予債權人一張「債權憑證」，待日後債務人一旦名下有可執行的財產，即得持該憑證逕為執行。

#### 查封拍賣
確定債務人的財產狀況後，法院會針對執行標的進行查封、清點或履勘的動作，之後針對標的物進行變賣。而為了顧及人性尊嚴，同時也是為了保障人民的基本生存權，對於債務人生活所必需的財產，一般則會排除在執行範圍外。此外，針對不同的執行標的也有不同的執行方法：
- 動產：執行標的為動產者，包括金錢、車輛、首飾等物品，法院會先進行查封，待確定數量、種類、品質或估價鑑定後再進行變賣。
- 不動產：執行標的為不動產者，包括房屋、土地等財產，法院於查封後會先進行履勘，確認屋況、地況後，再行拍賣。而自法院拍賣購得的房屋，即是所謂的「法拍屋」。
- 債權：執行標的若為債務人對第三人的債權，例如薪資給付、租金收入等，法院則會核發扣押命令，禁止第三人清償或為一定處分，並由債權人直接收取。

#### 價額分配
法院變賣債務人所得的價金，如僅有一债权人，即全數發還給該債權人；如有數位債權人者，法院則會製作分配表，讓所有債權人參與分配，並依各該債權人的債務多寡依次分配受償金額。

### 物之交付
民事糾紛中，有時债权人想要的不一定是獲得金錢財產，而是特定物的交付，這類型的執行方式就較為不同，通常是在債務人拒絕交付後，由法院強制解除其占有，或選擇用替代物的方式執行。例如書據、印章、憑證的交付等等。

### 行為或不行為
部分強制執行案件中，執行標的並不是實物或權利的取得，而是要求債務人為特定的行為，或者相反，不為特定的行為。常見的例子包括要求債務人登報道歉，或離婚案件中子女監護權的行使等等。在這類案件中，如果債務人拒絕履行，法院可以命第三人以債務人的財產代為履行；或是對債務人處怠金，甚或對其進行管收以短暫限制人身自由。

### 財產扣押和暫時處分
財產扣押之執行則與一般財產執行程序類似，都是由法院進行查封、清點，但不會進行鑑價和履勘，僅是暫時使債務人無法自由使用財產而已；等到判決結果確定後，視債權人的聲請才會進入財產執行的程序。至於暫時處分的執行，也僅是由法院核發相關命令而已。不過，與一般程序不同的是，這類執行程序因具暫時實施的性質，其最終結果如何仍屬未定之數，因此債權人需要提供担保，以免日後造成債務人的損失。

## 救濟

### 債務人
債務人倘欲於強制執行程序中提起權利救濟，諸如不服執行範圍、執行手段或其他法院的裁定或命令，得向執行法院聲明異議或提起債務人異議之訴。不過進行中的執行程序並不會因之而自動停止，仍需債務人向法院聲請停止執行，由法院裁定許可後才會暫時停止執行。

### 債權人
债权人倘對於執行後分配的受償金額不服，可以向執行法院聲明異議提起分配表異議之訴。

### 第三人
通常第三人在強制執行程序中出現需要權利救濟的情況多為執行標的錯誤，也就是執行機關錯將第三人的財產當成債務人的財產執行，此時第三人須向法院提起第三人異議之訴，由法院判定是否停止執行程序。